# Fukushima Firebonds
Il Fukushima Firebonds (福島ファイヤーボンズ) è una società cestistica avente sede a Kōriyama, in Giappone. Fondata nel 2013, gioca in B.League.

## Storia
Il Fukushima Firebonds è una squadra di pallacanestro giapponese fondata a Kōriyama nel 2013. Ha partecipato in Bj league dal 2014 al 2016. Attualmente gioca in B2 League, la seconda serie del campionato giapponese di pallacanestro.